# Julie Lescaut
Julie Lescaut è una serie televisiva poliziesca francese creata da Alexis Lecaye, trasmessa dal 9 gennaio 1992 al 23 gennaio 2014 su TF1, per un totale di 101 episodi in 22 stagioni.
È andata in onda in Italia in prima visione su Rai 2 da giugno 2004, per poi essere spostata dal 16 agosto 2007 su Rete 4.

## Trama
La serie narra le avventure di Julie Lescaut, capo del commissariato di polizia di un sobborgo parigino nel banlieue Clairières, che cerca di trovare il giusto equilibrio tra il suo lavoro stressante e la vita familiare.

## Episodi
| Stagione                 | Episodi | Prima TV Francia | Prima TV Italia |
| ------------------------ | ------- | ---------------- | --------------- |
| Prima stagione           | 1       | 1992             | 2004            |
| Seconda stagione         | 3       | 1993             |                 |
| Terza stagione           | 7       | 1994             |                 |
| Quarta stagione          | 6       | 1995             |                 |
| Quinta stagione          | 5       | 1996             |                 |
| Sesta stagione           | 5       | 1997             |                 |
| Settima stagione         | 3       | 1998             |                 |
| Ottava stagione          | 3       | 1999             |                 |
| Nona stagione            | 8       | 2000             |                 |
| Decima stagione          | 6       | 2001             |                 |
| Undicesima stagione      | 3       | 2002             |                 |
| Dodicesima stagione      | 6       | 2003             | ?-2007          |
| Tredicesima stagione     | 9       | 2004             | ?-2009          |
| Quattordicesima stagione | 6       | 2005             | 2009            |
| Quindicesima stagione    | 3       | 2006             | 2009            |
| Sedicesima stagione      | 2       | 2007             | 2009            |
| Diciassettesima stagione | 4       | 2008             | 2009-2012       |
| Diciottesima stagione    | 4       | 2009             | 2012            |
| Diciannovesima stagione  | 3       | 2010             | 2013            |
| Ventesima stagione       | 6       | 2011             | inedita         |
| Ventunesima stagione     | 4       | 2012             | inedita         |
| Ventiduesima stagione    | 4       | 2012-2013        | inedita         |

## Premi
- Sept d'or 1996: Miglior attrice di una serie per Véronique Genest
- Sept d'or 1996: Miglior montatore per Catherine Chouchan
- Sept d'or 1999: Miglior attrice di fiction per Véronique Genest
- Sept d'or 2001: Miglior attrice di fiction per Véronique Genest